# Sipi Falls
Die Sipi Falls sind eine Gruppe von drei Wasserfällen am Fluss Sipi, die sich im Distrikt Kapchorwa im Osten Ugandas befinden.

## Lage und Wasserfälle
Die Wasserfälle liegen nordöstlich von Sironko und Mbale. In der Nähe befindet sich zudem der Mount-Elgon-Nationalpark mit dem namensgebenden, erloschenen Vulkan Mount Elgon (4321 m).
Der Hauptwasserfall ist mit einer Höhe von etwa 95 Metern der höchste und ursprünglich wurde nur dieser als Sipi Falls bezeichnet. Die mittleren Fälle liegen ein Stück nach Osten weiter flussaufwärts. Sie sind als Simba Falls bekannt und haben eine Fallhöhe von etwa 74 Metern. Noch weiter bergaufwärts liegt der dritte Wasserfall Ngasire Falls. Er hat eine Fallhöhe von etwa 85 Metern.

## Kultur
In der Region um die Wasserfälle leben Angehörige der Bagisu und Sabiny.

## Tourismus
Die Sipi Falls sind ein beliebtes Touristenziel in Uganda. In der Nähe des Hauptwasserfalls gibt es Camps und Lodges. Neben den Sipi Falls befinden sich rund um den Mount Elgon zahlreiche weitere Wasserfälle wie zum Beispiel Sisiyi Falls sowie verschiedene Höhlen, die teilweise über Wanderwege erreicht werden können. Die Sipi Falls werden oft als Ausgangspunkt zum Besteigen des Mount Elgon genutzt. Von der Klippe des Hauptwasserfalls wird Abseilen angeboten. Zudem gibt es Touren in umliegende Kaffeeplantagen.

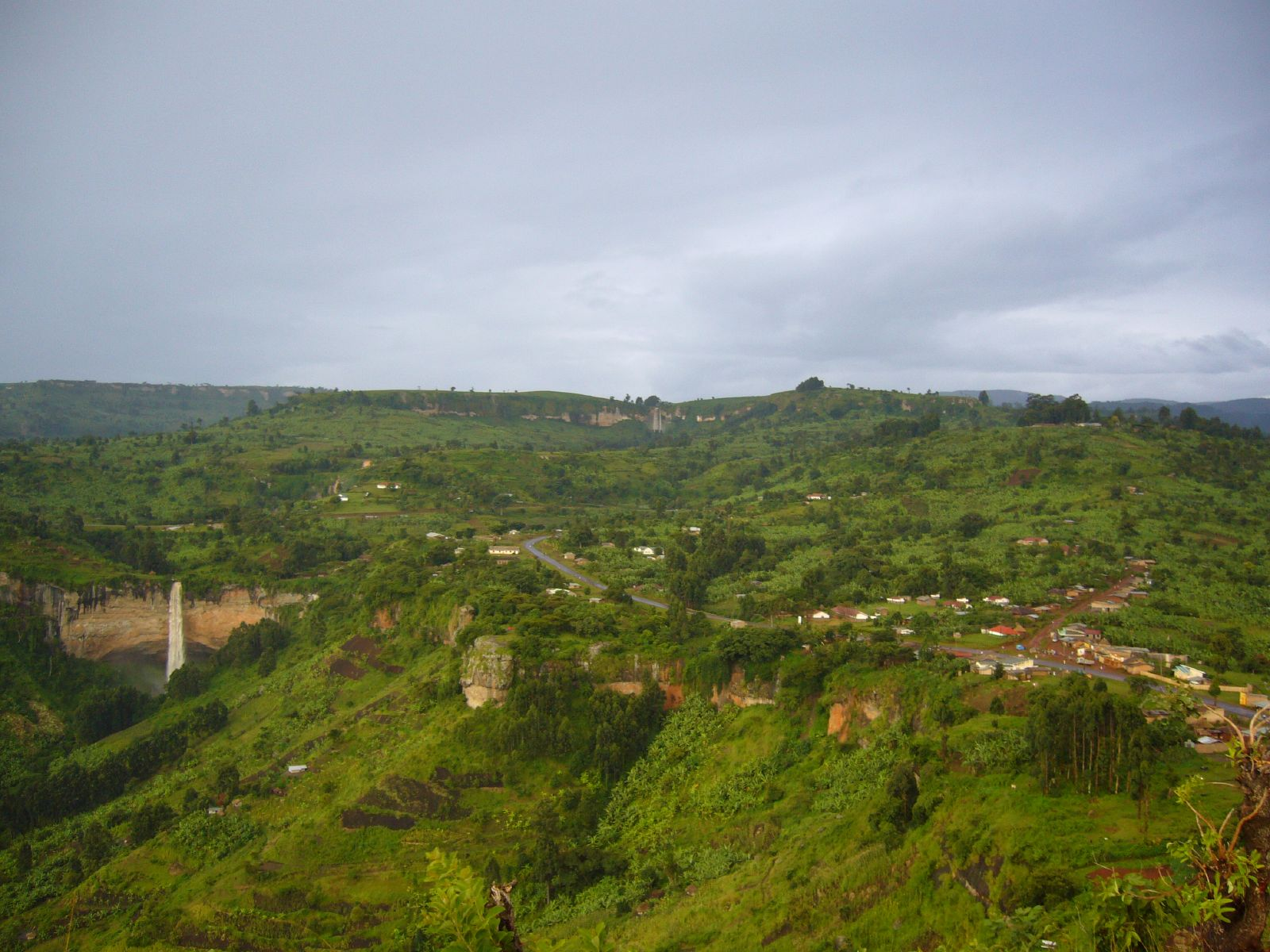
Infrastruktur nahe des Hauptwasserfalls (links) mit einem der weiteren Wasserfälle im Hintergrund
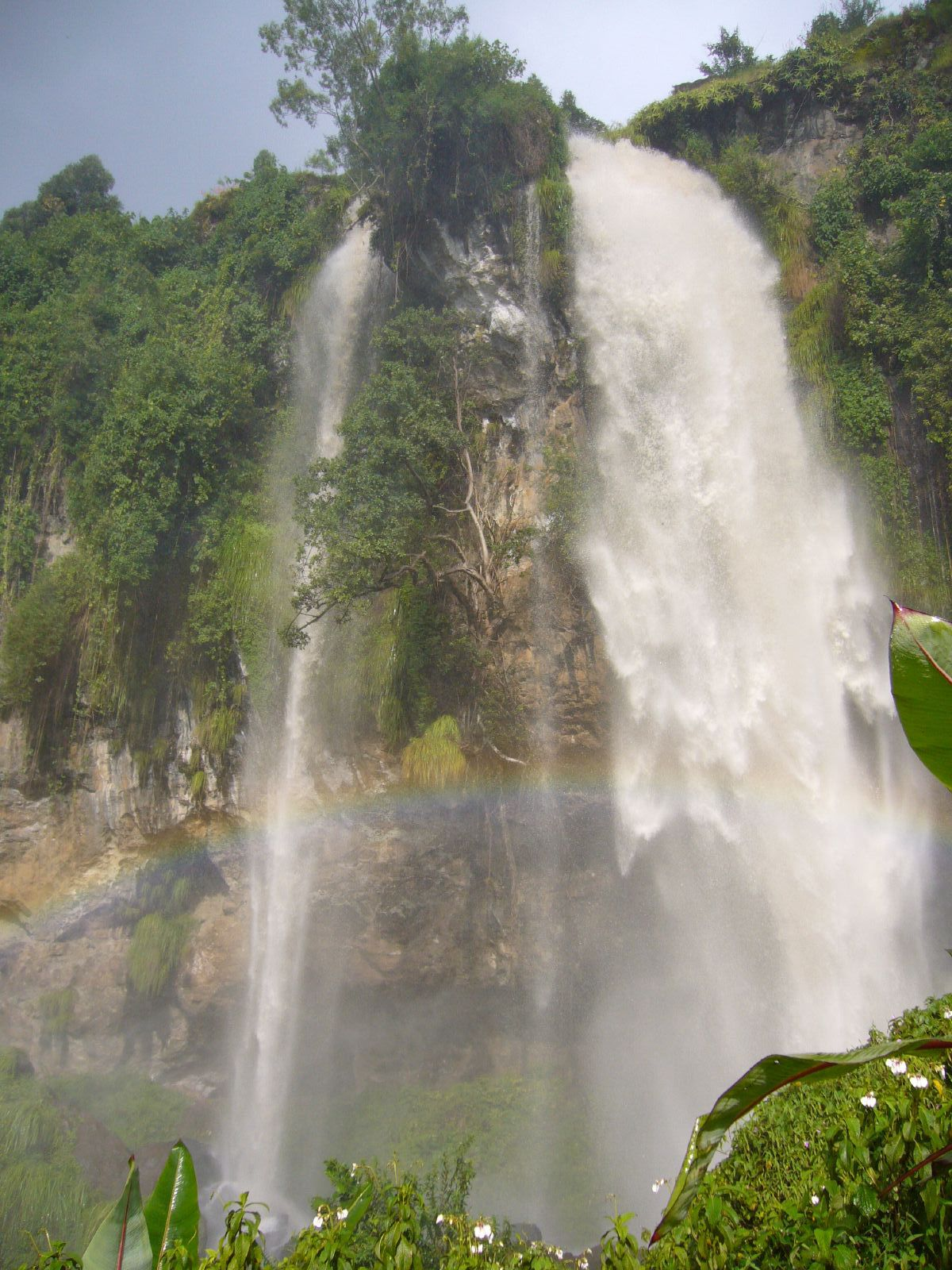
Die mittleren Simba Falls